# Foire de la Saint-André d'Avignon
La foire de la Saint-André d'Avignon, avec ses sept siècles et demi d'existence, est la plus ancienne foire de Vaucluse. Elle se déroule durant deux jours (30 novembre et 1er décembre), pendant lesquels elle se jumelle avec le marché de Noël d'Avignon.

## Historique
Fondée en 1243, la foire de la Saint-André est la plus ancienne manifestation commerciale d'Avignon et du département. Elle se tient les 30 novembre et 1er décembre. Initialement c'était un marché aux cuirs et une foire aux chevaux qui se déroulaient au carrefour de la porte Ferruce, non loin du Rhône, alors grande voie commerciale. En 1371, Grégoire XI la déplaça pour l'installer place des Carmes et rue Carreterie.
Les taxes élevées pratiquées au XVIIe siècle, la firent péricliter. Elle ne se tint qu'épisodiquement entre 1740 et 1761. Alors que les forains affluaient vers la cité des papes, le Rhône fut en crue dès le 19 novembre 1755. Enfin, « le 30 novembre il y a eu dans cette ville, depuis les six heures du soir jusqu'à minuit, douze pieds d'eau de plus qu'il n'y en avoit eu à pareil jour de l'an 1433, qui fut la plus affreuse inondation, selon l'Histoire, qu'Avignon eut essuyée jusques-là. La présente ne pouvoit arriver dans des circonstances plus fâcheuses pour la Foire de Saint-André, qui n'a pu avoir lieu cette année ». Et l'auteur de conclure « Les marchands étrangers en ont été pour les frais de leurs voyages, l'endommagement de leurs marchandises & les frayeurs de la mort. Les habitans, outre la privation de la Foire, y ont perdu beaucoup de vin & beaucoup plus de cette huile d'olive dont la qualité est si renommée ». 
Sa reprise fut due à une décision du Conseil de Ville de l'époque qui abolit tout droit d'octroi pour les forains. Elle fut alors déplacée vers la Grande Fusterie, puis transférée sur la Place de l'Horloge en 1819.
en 2020; la foire fut annulé.

## Foire et fête foraine

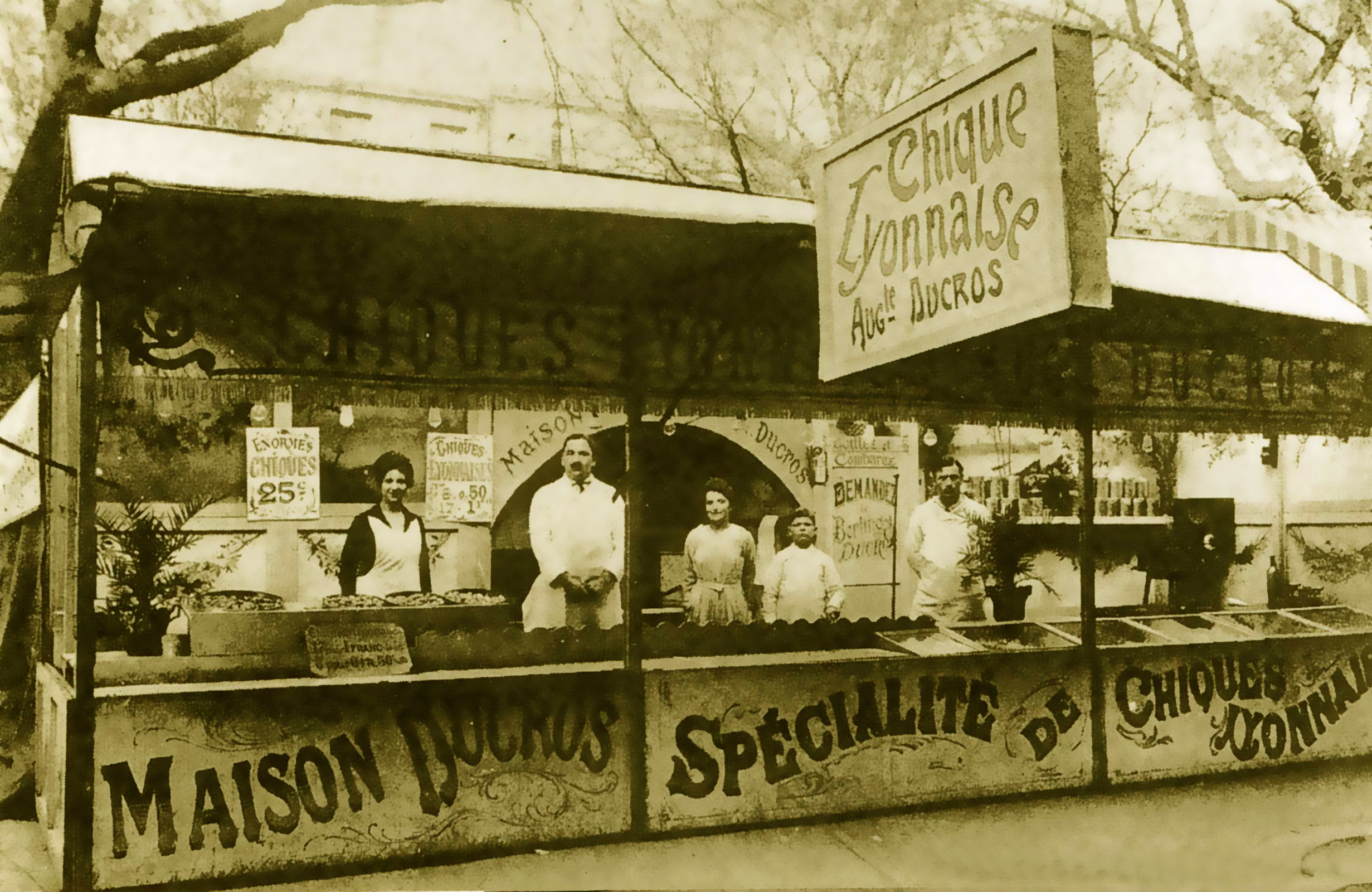
Baraque foraine à la foire de la Saint-André

Après la Seconde Guerre mondiale, la foire se doubla d'une fête foraine où se pressèrent pendant deux jours, plus de 250 forains sur le cours Jean-Jaurés, sur l’avenue du 7e Génie et l’avenue de Lattre de Tassigny. Comme sur toute foire se mêlent l'alimentaire, l'habillement, la décoration, avec dégustation de produits du terroir, vin chaud, marrons chauds et autres gourmandises, ainsi que des animations pour les enfants sur la place des Corps-Saints.

## Foire aux chevaux et aux poneys
Elle accueille toujours le premier jour, de 8 heures à 14 heures la foire aux chevaux sur le cours Kennedy. Mais ce marché perd de son importance. Il y a encore un demi-siècle, 250 chevaux et poneys étaient présentés aux acheteurs contre une quinzaine actuellement. Rare devient la lettre V (vendu) peinte sur leur arrière-train car l'investissement tourne autour de 700 €. Mais surtout, d'année en année, nombre d'éleveurs se désistent et préfèrent aller à la foire de la Saint-Siffrein à Carpentras,, alors qu'il existe un regain d'intérêt des forains pour le marché. 

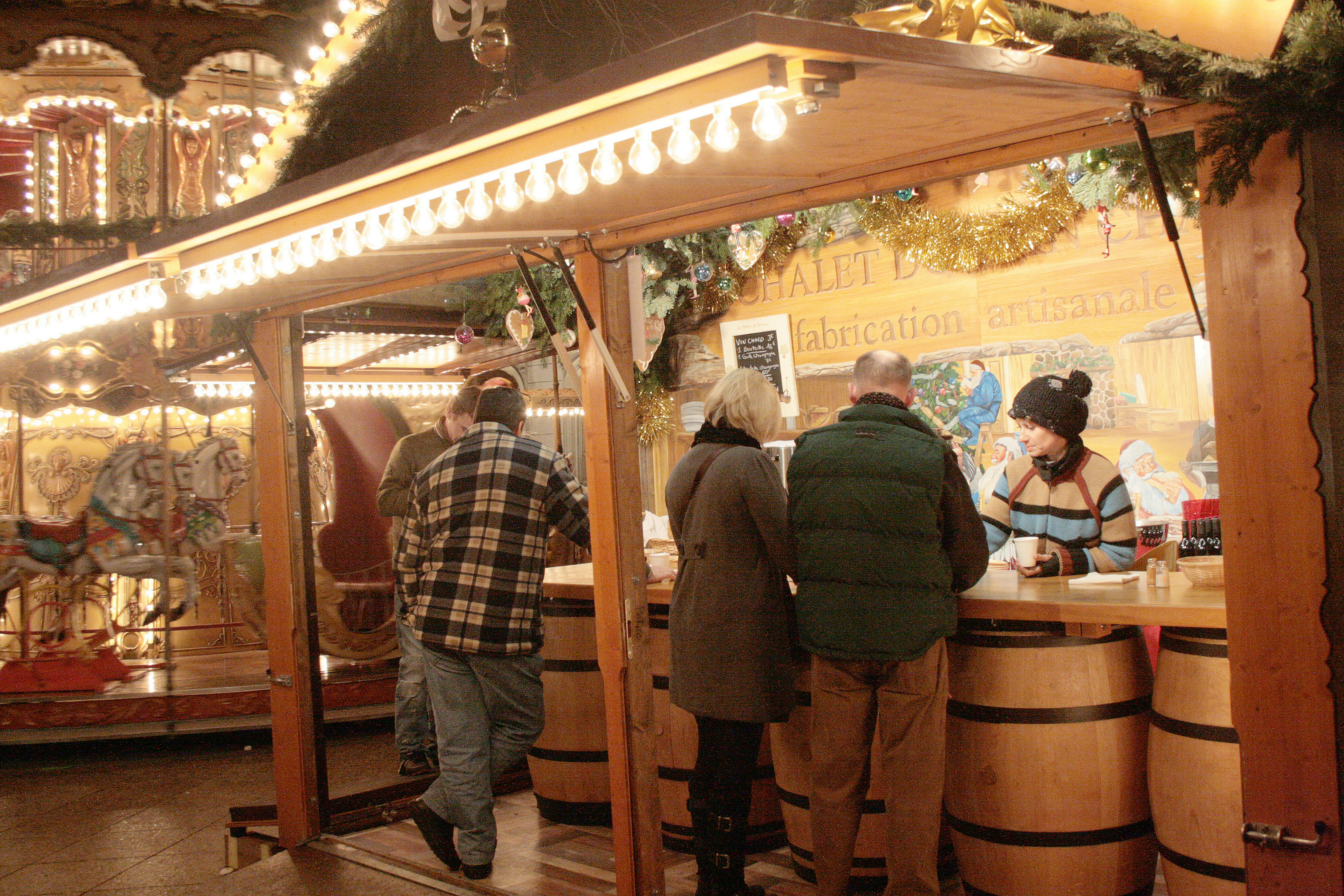
Vin chaud
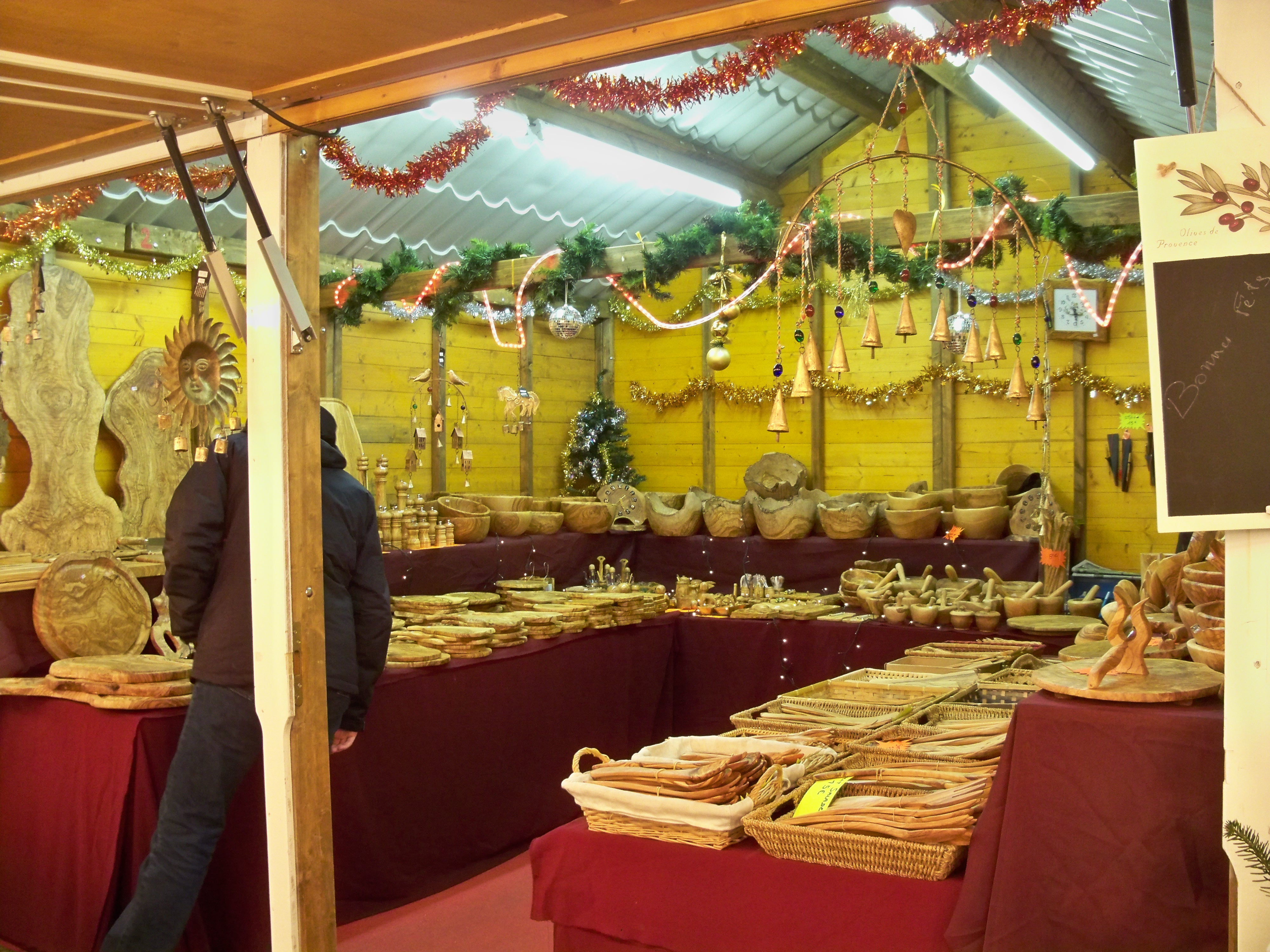
Objets en bois d'olivier
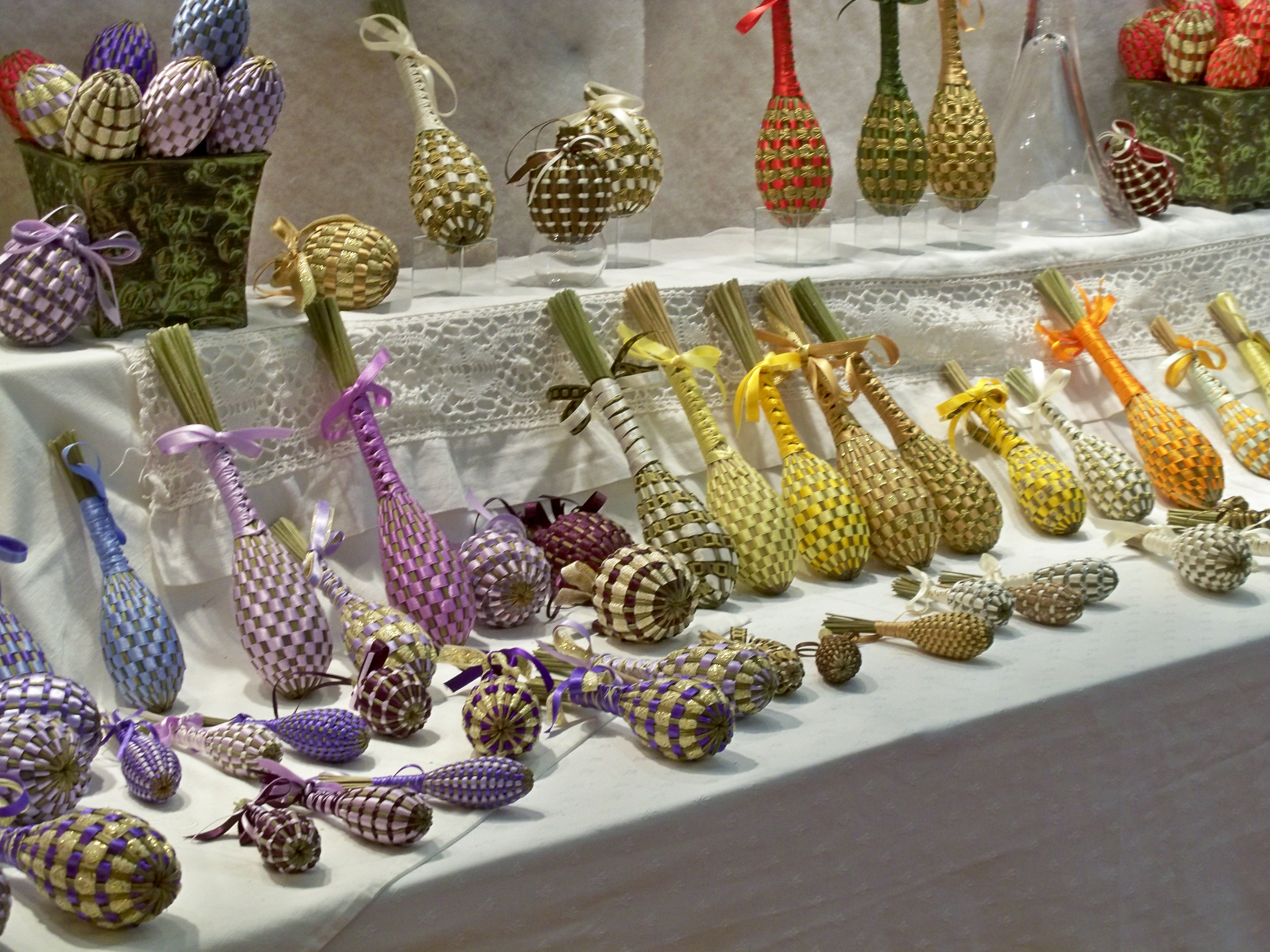
Navettes de lavande

## Foire et marché de Noël
Un lien a été créé entre la Foire et le marché de Noël grâce à une calèche qui transporte les visiteurs de la Porte de la République à la Place de l'Horloge où se tient ce marché. Des animations radiophoniques se déroulent ces deux jours sur le Podium des marchés de France, installé devant la Chambre de Commerce et d'Industrie, à l'angle du cours Kennedy et du cours Jean Jaurès. L'association Vins en fêtes de la vallée du Rhône et le chorale des Côtes du Rhône s'associent à ces festivités.

Vente de santons au marché de Noël
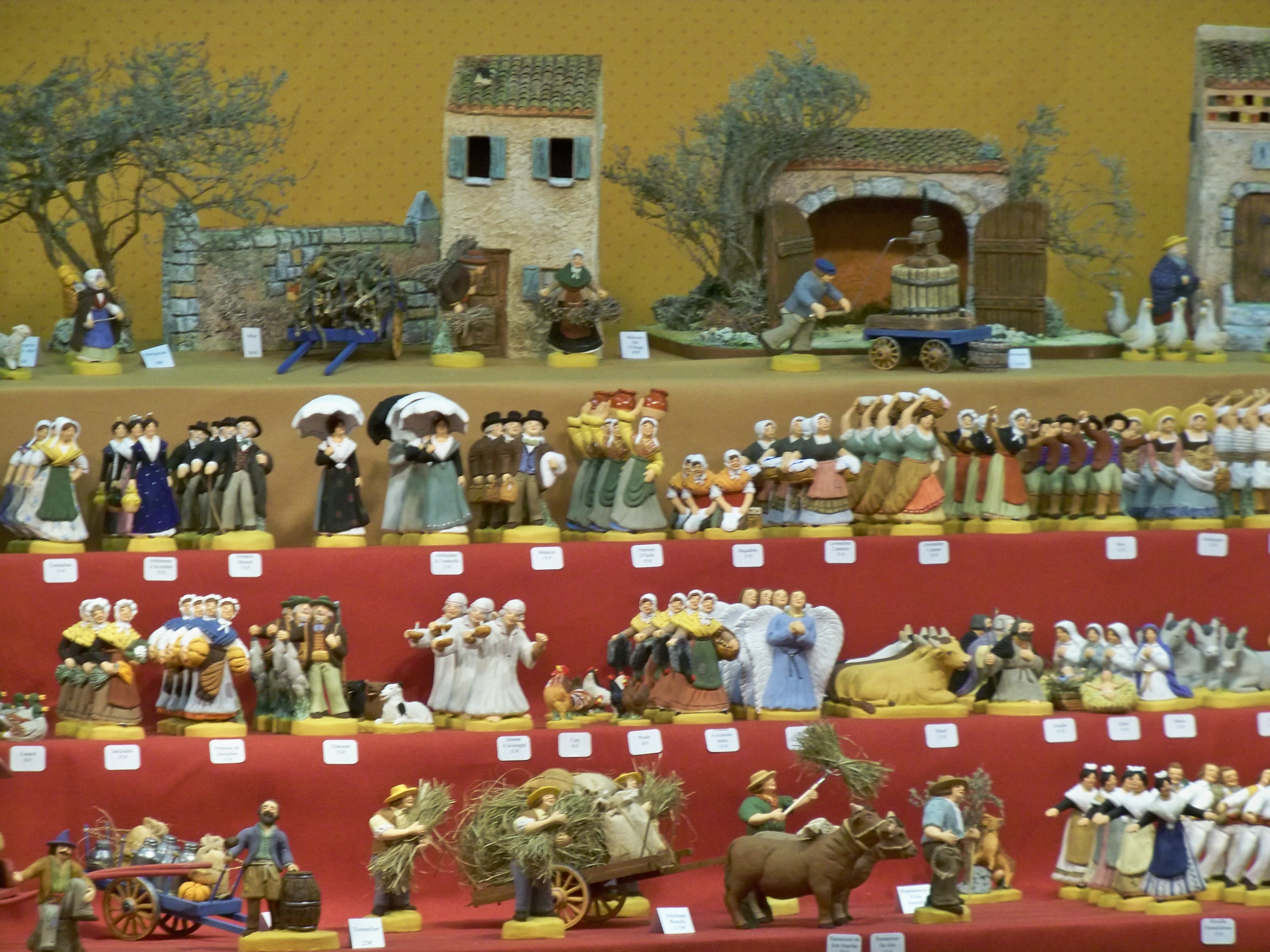
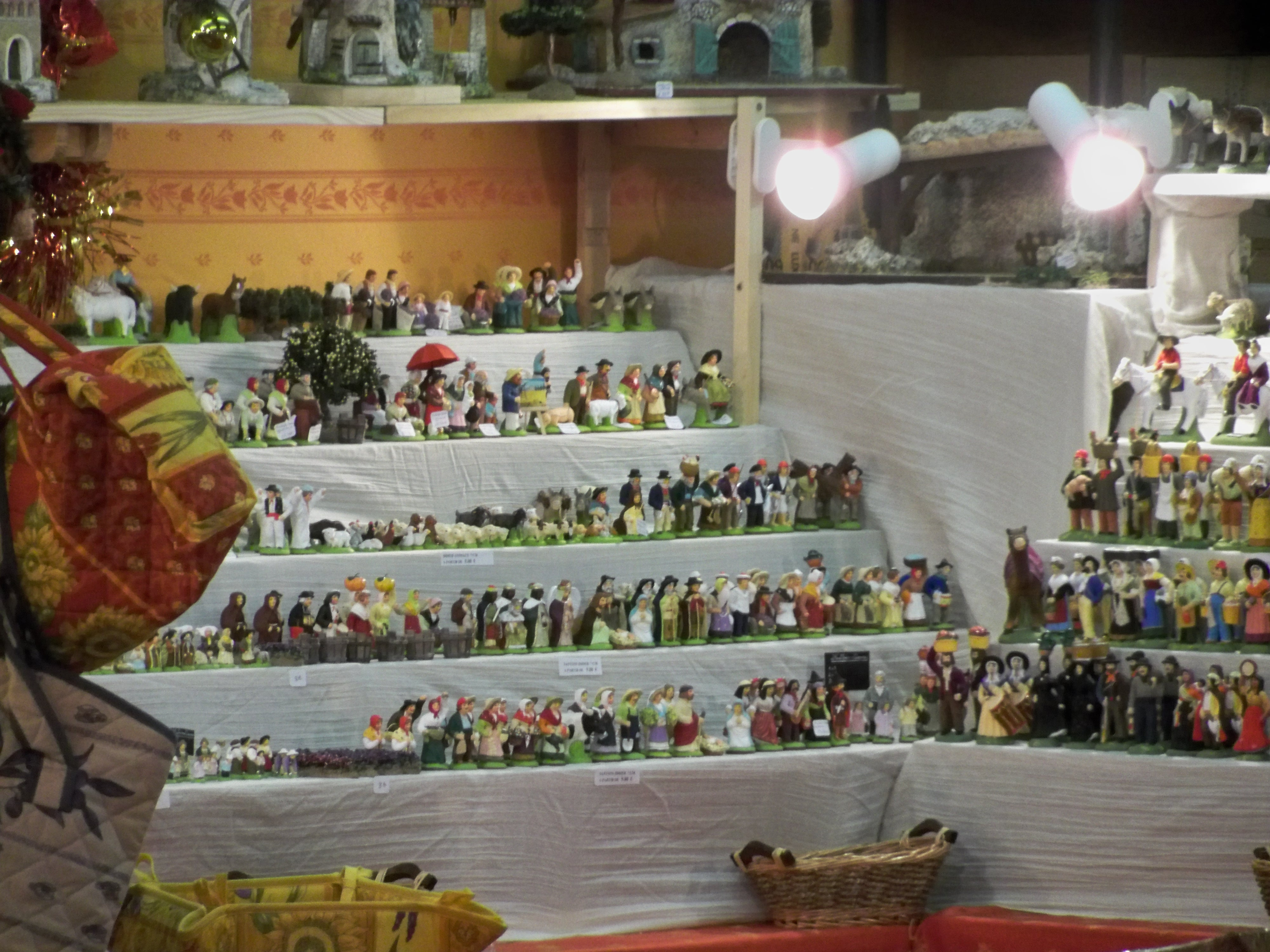